# Juegos Panamericanos de 2015
Los Juegos Panamericanos de 2015, oficialmente los XVII Juegos Panamericanos, fueron un evento multideportivo internacional que se celebró entre el 10 y el 26 de julio de 2015, en Toronto, Canadá. Participaron 6132 deportistas de 41 países en 36 deportes. El primer evento, el polo acuático, comenzó el 7 de julio, tres días antes de la ceremonia de inauguración. Tanto los Juegos Panamericanos, como los Juegos Parapanamericanos, fueron organizados por el Comité Organizador de Toronto 2015 (TO2015). Los Parapanamericanos se llevaron a cabo doce días después de la clausura de los Panamericanos. Además, sirve para la clasificación de los Juegos Olímpicos de Río 2016.
Estos fueron los terceros Juegos celebrados en Canadá y los primeros en la provincia de Ontario. Previamente, el país organizó los juegos de 1967 y 1999, ambos en Winnipeg, Manitoba.
Siguiendo la tradición de la Organización Deportiva Panamericana (ODEPA), el alcalde de Toronto, Rob Ford, y el ministro de Deportes de Canadá, Bal Gosal, recibieron la bandera panamericana durante la ceremonia de clausura de los Juegos Panamericanos de 2011, celebrados en Guadalajara, México. En la elección de sede, celebrada el 6 de noviembre de 2009 en el Hotel Hilton de Guadalajara, Toronto obtuvo 33 votos contra 11 de Lima y 7 de Bogotá, las otras dos candidatas.

## Proceso de selección
La Organización Deportiva Panamericana (ODEPA) recibió las postulaciones en su reunión de 2007 en Río de Janeiro y eligió a la ciudad sede el 6 de noviembre de 2009 a las 6 P. m. en Guadalajara, México.
De acuerdo con la rotación informal que había realizado la ODEPA en las últimas versiones, los Juegos Panamericanos de 2015 deberían haberse realizado en América Central, aunque solo países de Norteamérica y Sudamérica habían manifestado interés en organizar el evento. Dichos países eran Canadá, Colombia y Perú.

### Candidatura de Toronto

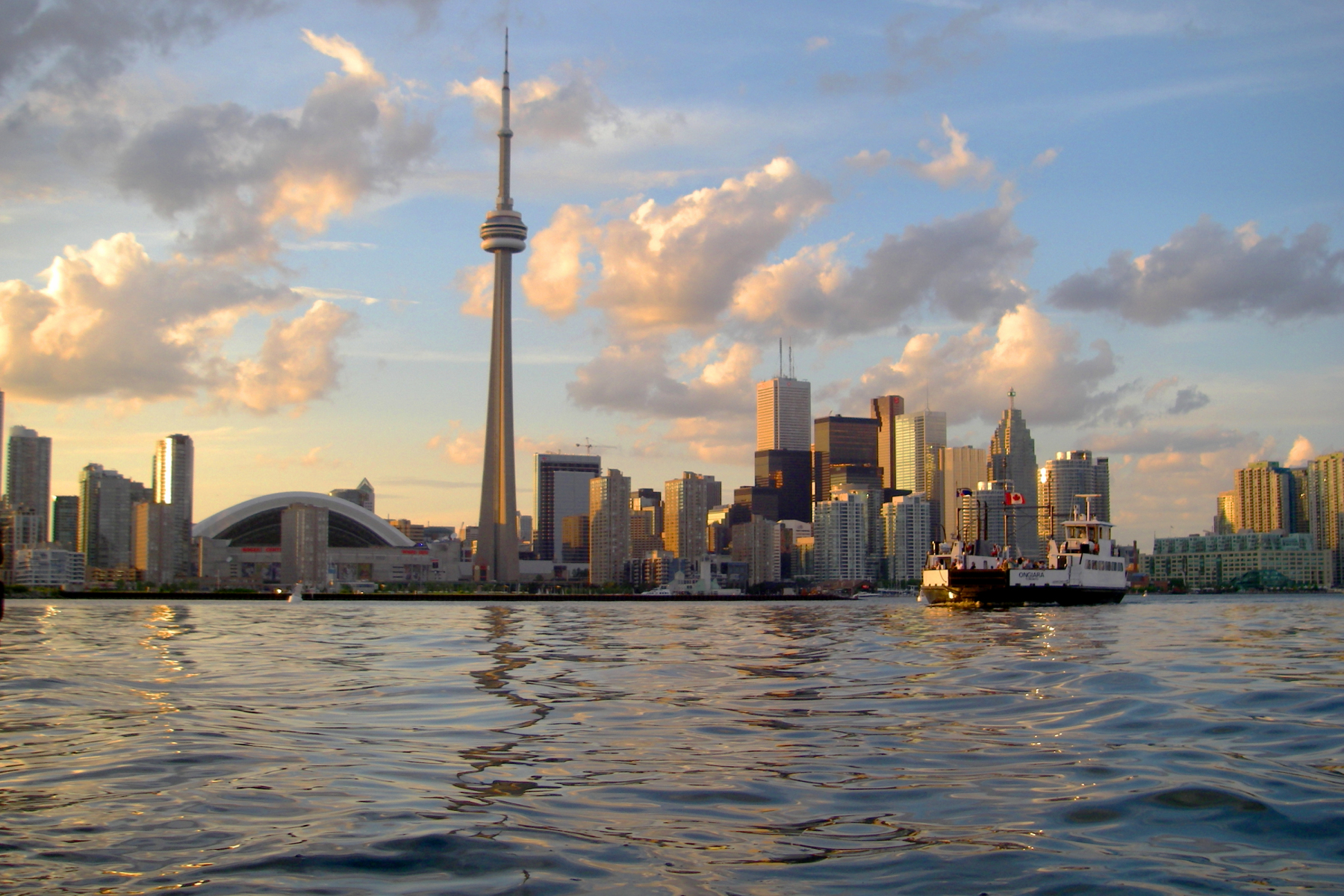
Toronto fue seleccionada por el Comité Olímpico de Canadá como la candidatura oficial de Canadá para los Juegos Panamericanos de 2015.

El Comité Olímpico de Canadá eligió a Toronto y su región circundante como la candidatura canadiense para los juegos. Ninguna otra ciudad canadiense se le dio la oportunidad de pujar por tener la candidatura, y por lo tanto Toronto fue elegida sin votación. El interés de Toronto por los juegos llegó tras no haber conseguido albergar los Juegos Olímpicos de Verano de 1996 y 2008 que se hicieron en Atlanta y Pekín, respectivamente.
El 23 de febrero de 2009, los ayuntamientos de Toronto y Hamilton aprobaron la oferta oficial y confirmaron su intención de apoyar la exitosa organización del evento. El documento oficial de la candidatura de Toronto fue presentada a la Organización Deportiva Panamericana (ODEPA) el 29 de mayo de 2009.
La ODEPA realizó una visita de evaluación a Toronto entre el 30 y 31 de agosto de 2009. El equipo analizó las características de la ciudad candidata y promoviendo su candidatura de nuevo a los miembros votantes de la ODEPA. El comité de evaluación estuvo encabezada por Julio Maglione, miembro del Comité Olímpico Internacional en representación de Uruguay y el jefe de la Federación Internacional de Natación (FINA). Después de la visita, dijo Maglione, "Toronto tiene todas las condiciones para ser anfitriones de los Juegos Panamericanos".

### Candidatura de Lima

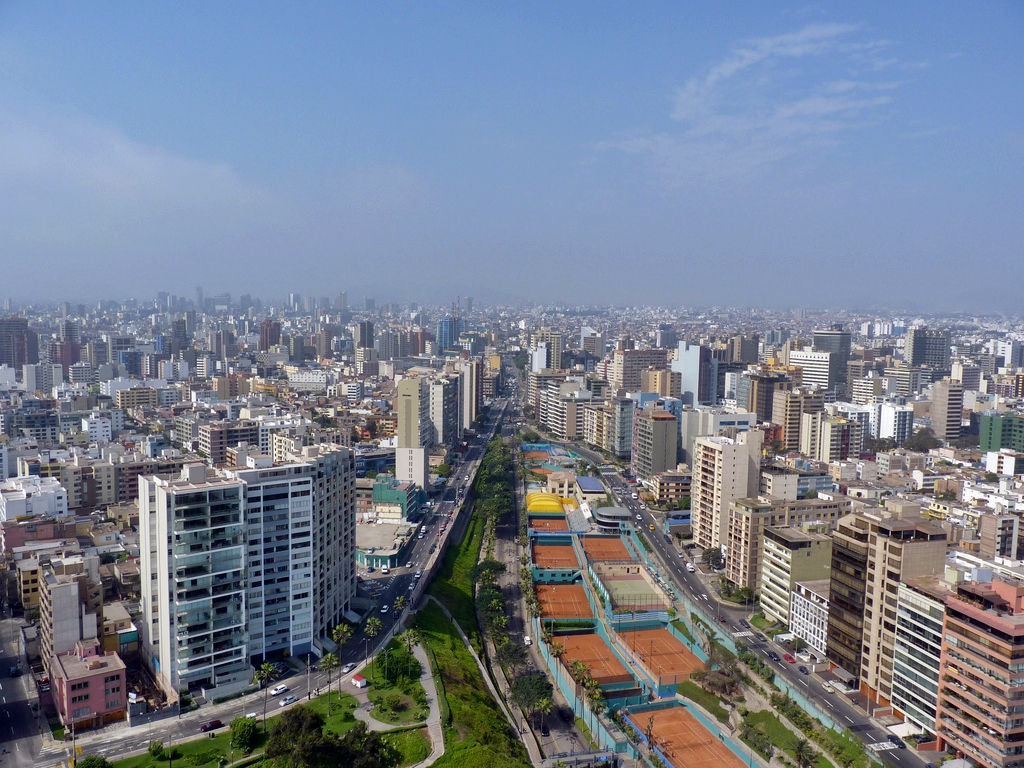
Lima fue seleccionada como la candidatura oficial de Perú para los Juegos Panamericanos de 2015.

La capital del Perú también anunció su candidatura a los Juegos de 2007. El Presidente de Perú, Alan García, impulsó con entusiasmo la mejora de la infraestructura deportiva y la formación de los atletas. En caso de que Perú no ganara la candidatura, planeaban presentar una candidatura para la edición de 2019 y posiblemente los Juegos Olímpicos en la década de 2020. Luego de su derrota, Lima postuló exitosamente para la próxima edición de los Juegos Panamericanos.
El jefe del comité olímpico peruano, Carlos Paz Soldán, dijo que Perú merecía ser anfitrión como un país que nunca antes lo había sido. Las otras dos ciudades candidatas se encuentran en países que ya habían sido anfitriones.
Las autoridades anunciaron planes para la construcción de nuevas instalaciones deportivas y la remodelación de las existentes, como el Estadio Nacional con capacidad para 45.000 espectadores, que  fue sede de la Copa América 2004.

### Votación
Toronto ganó el proceso de licitación para acoger los Juegos Panamericanos y Juegos Parapanamericanos de 2015 con una votación de la Organización Deportiva Panamericana el 6 de noviembre de 2009, celebrada en el Hotel Hilton de Guadalajara, México. En la elección, Toronto fue la contundente ganadora al solo necesitar una ronda para lograr la designación. Toronto consiguió 33 votos, mientras que las ciudades de Lima y Bogotá obtuvieron 11 y 7 votos respectivamente.  El anuncio oficial lo hizo el presidente de la Odepa, el mexicano Mario Vázquez Raña a las 3:36 de la tarde, hora local (21:36 UTC).
| Votación de la XLVIII asamblea de la Odepa 6 de noviembre de 2009, Guadalajara, México |          |          |          |
| Ciudad                                                                                 | Votación | Votación | Votación |
| Toronto (CAN)                                                                          | 33       |          |          |
| Lima (PER)                                                                             | 11       |          |          |
| Bogotá (COL)                                                                           | 7        |          |          |

## Preparación
El político responsable de estos juegos panamericanos fue Michael Coteau, Ministro responsable de los Juegos Panamericanos y Parapanamericanos de 2015. Los ministros anteriores responsables de los Juegos fueron Charles Sousa, Eric Hoskins, y Michael Chan.

### Sedes

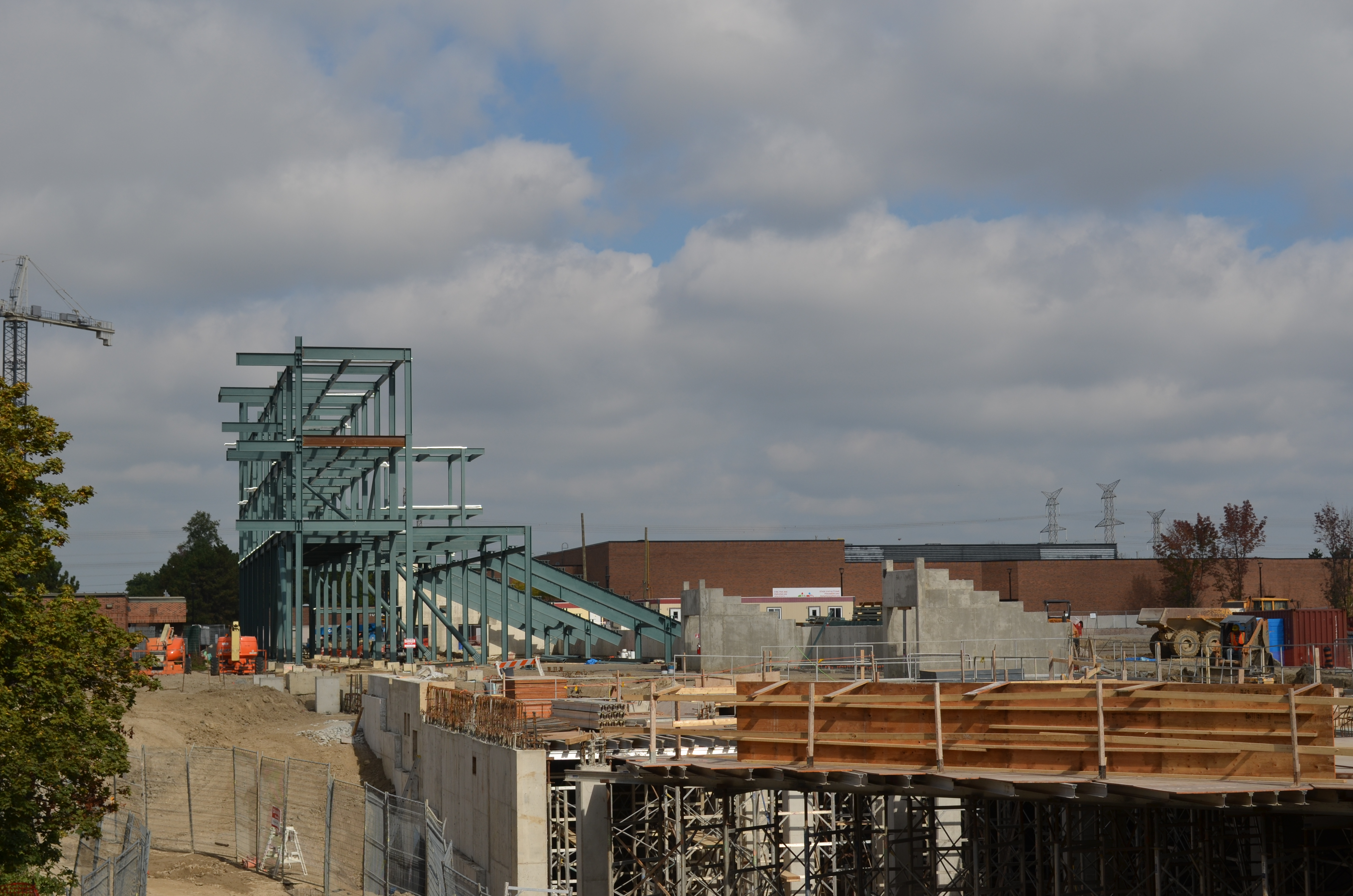
CIBC Pan Am/Parapan Am Athletics Stadium en construcción en 2013.

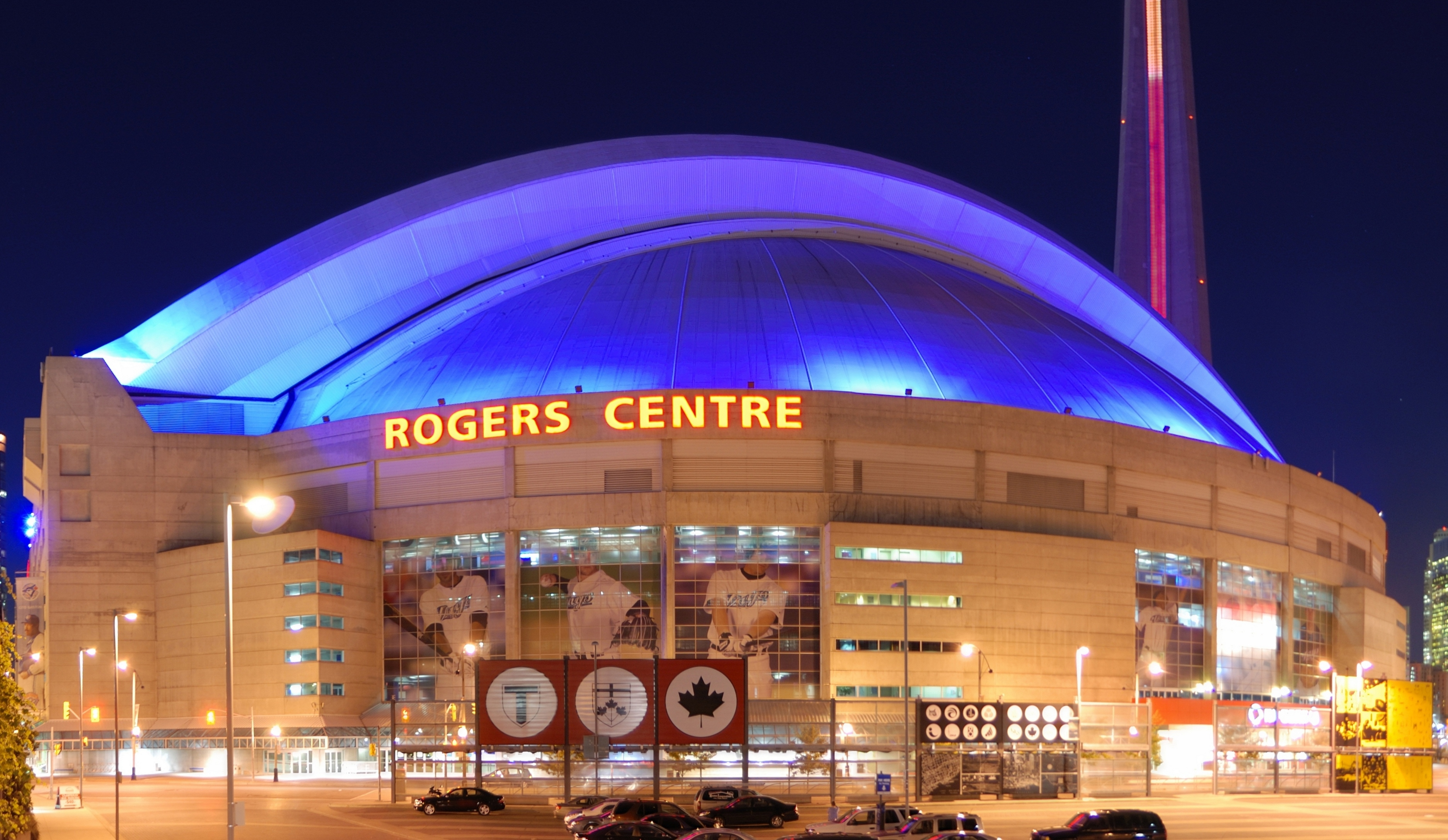
Rogers Centre: Sede de las ceremonias de apertura y clausura.

Toronto se convertirá en una de las ciudades más pobladas de la historia para celebrar los Juegos Panamericanos. En julio, el mes en que los Juegos se celebrarán, Toronto tiene una temperatura media promedio de 22,3 °C (72,1 °F) y una máxima media de la tarde de 26.6 °C (79.9 °F). El promedio de humedad es de 74%, y la ciudad (la zona centro de la ciudad) es de cinco días con la temperatura superior a 30 °C (86 °F) y unos 65 milímetros (2,6 pulgadas) de precipitación, en su mayoría breves períodos de lluvias y tormentas eléctricas en ocasiones. La elevación de Toronto es de 112 metros sobre el nivel del mar.
En enero de 2012, el comité organizador anunció que el 60 por ciento de las sedes propuestas originalmente fueron rechazadas, en favor de un sistema de reordenamiento visto en otros eventos multi-deportivos como los Juegos Olímpicos de Londres 2012.
Las ceremonias de apertura y clausura de los juegos se llevó a cabo en el Rogers Centre. Algunos de los lugares de la competencia en el área de Toronto incluyen Estadio Nacional de Canadá, el Campo de Hockey Centre Pan Am, el Centro Deportivo de Toronto y el Centro Panamericano y Parapanamericano de Deportes de Toronto. Algunas sedes fuera de la ciudad de Toronto son el Tim Hortons Field en Hamilton, el Hershey Centre, el Centro Panamericano de Markham en Markham y el Oshawa Sports Centre en Oshawa.

#### Villa panamericana

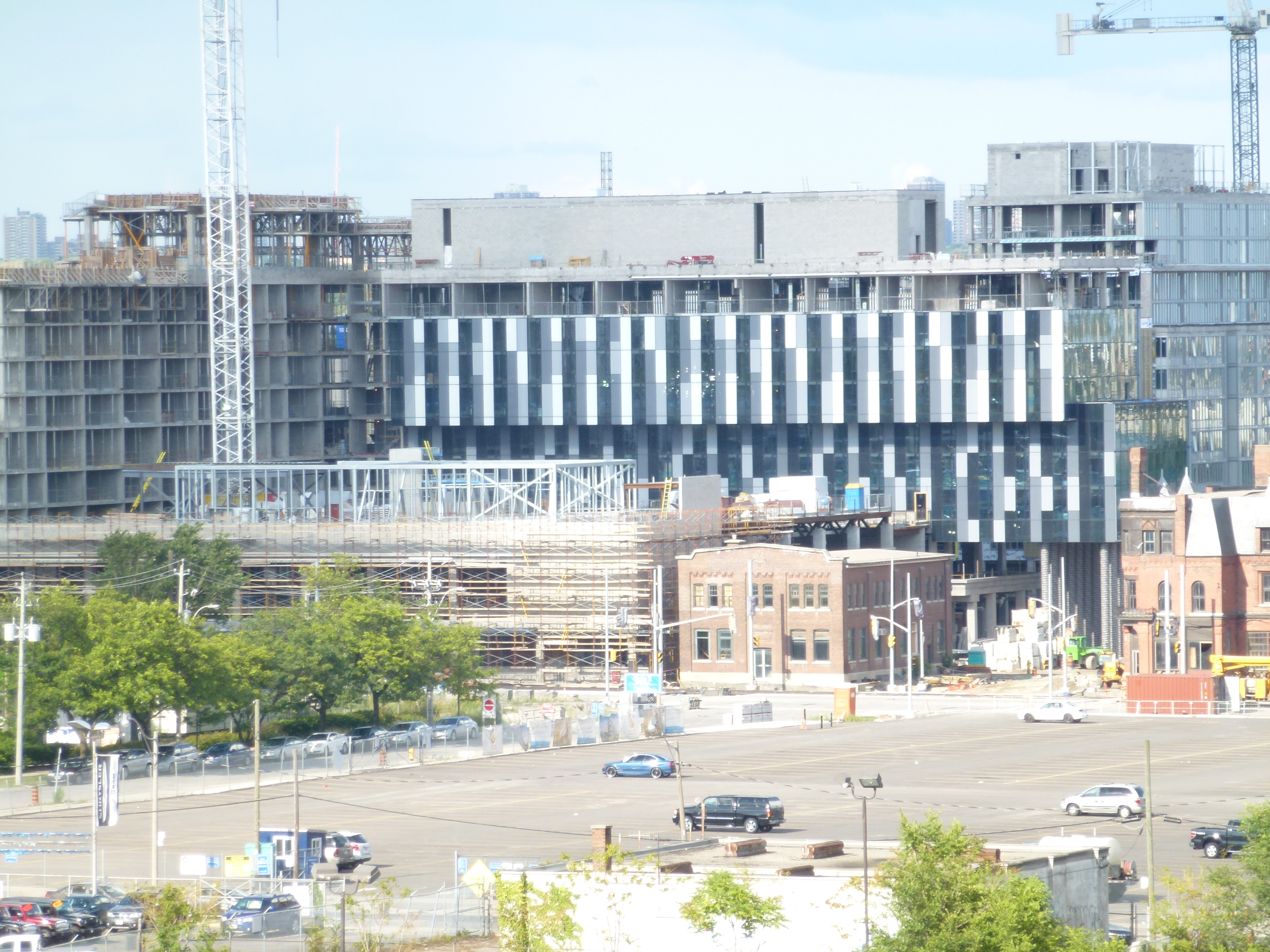
La villa panamericana en construcción en agosto de 2013.

La villa panamericana se encuentra en West Don a lo largo de la calle Front Street entre Bayview Avenue y la calle Cherry. Tendrá capacidad para albergar a 10 000 atletas y funcionarios durante los juegos. Una vez de finalizados los juegos se convertirán en una vivienda para los ciudadanos.

### Financiación
El Comité Organizador de los Juegos Panamericanos y Parapanamericanos de Toronto 2015 (TO2015) junto con los tres niveles de gobierno, gastará alrededor de C$ 1,4 mil millones en la mejora y construcción de nuevas sedes en la región. El gobierno de la provincia de Ontario y el Gobierno de Canadá proporcionaría un 35% cada uno de los fondos, y los gobiernos municipales cubren el 30% restante del costo. Además, unos mil millones de dólares canadienses se destinarán a la construcción de una villa de los atletas en la zona oeste de la ciudad de Toronto. Por lo tanto, el gasto total será de 2,4 mil millones de dólares canadienses, el presupuesto más alto jamás gastado por unos Juegos Panamericanos.
Más tarde, en 2011, la contribución de Toronto a los juegos casi se duplicó desde $ 49,5 millones a $ 96.5 millones por varias razones: el estadio de atletismo se trasladó a la Universidad de York de Hamilton, el suelo iba a ser remediado en la Universidad de Toronto Scarborough donde el centro acuático propuesto que era donde se supone que se construirá, se necesitaba más dinero para el proyecto de Ciclismo BMX y el aumento de la inflación. Unos 700 millones de dólares canadienses se invertirán para construir y renovar la infraestructura en la región, alrededor de tres veces lo que se gastó para los Juegos Panamericanos de 2011.

#### Patrocinio
El patrocinio de los juegos incluye a Chevrolet Canadá. Otro acuerdo de patrocinio con CAA South Central Ontario originalmente fue anunciado en enero de 2014, pero se terminó posteriormente en mayo.

### Transporte
Union Pearson Express, un enlace ferroviario expreso entre el Aeropuerto Internacional Toronto Pearson y la estación de trenes Union Station, en el centro de la ciudad, será abierto previo a los Juegos Panamericanos. Además, una nueva estación de trenes de cercanías GO Transit abrirá en Hamilton, en James Street North, a tiempo para los Juegos. Sin embargo, la extensión de la Línea 1 del Metro de Toronto a Vaughan, un suburbio de Toronto, no abrirá a tiempo.

## Países participantes
En los Juegos Panamericanos de 2015 participaron 41 países de América. El Comité Olímpico de las Antillas Neerlandesas fueron disueltas en 2011 por la ODEPA. A continuación, los países participantes junto al código COI de cada uno y el número entre paréntesis corresponde al total de deportistas de cada delegación:
El país anfitrión está resaltado con negrita.
| - Antigua y Barbuda (ANT) (10) - Argentina (ARG) (472) - Aruba (ARU) (25) - Bahamas (BAH) (39) - Barbados (BAR) (29) - Belice (BIZ) (6) - Bermudas (BER) (16) - Bolivia (BOL) (34) - Brasil (BRA) (592) - Canadá (CAN) (723) - Chile (CHI) (306) - Colombia (COL) (294) - Costa Rica (CRC) (77) - Cuba (CUB) (444) | - Dominica (DMA) (5) - Ecuador (ECU) (169) - El Salvador (ESA) (52) - Estados Unidos (USA) (624) - Granada (GRN) (7) - Guatemala (GUA) (152) - Guyana (GUY) (22) - Haití (HAI) (11) - Honduras (HON) (19) - Islas Caimán (CAY) (7) - Islas Vírgenes Británicas (IVB) (6) - Islas Vírgenes de los Estados Unidos (ISV) (18) - Jamaica (JAM) (56) - México (MEX) (511) | - Nicaragua (NCA) (49) - Panamá (PAN) (44) - Paraguay (PAR) (49) - Perú (PER) (157) - Puerto Rico (PUR) (252) - República Dominicana (DOM) (231) - San Cristóbal y Nieves (SKN) (8) - San Vicente y las Granadinas (VIN) (5) - Santa Lucía (LCA) (6) - Surinam (SUR) (9) - Trinidad y Tobago (TTO) (111) - Uruguay (URU) (130) - Venezuela (VEN) (358) |

## Desarrollo

### Ceremonia de apertura
La ceremonia de apertura se desarrolló el 10 de julio de 2015 en el Rogers Centre. El evento contó con un espectáculo diseñado por el Cirque du Soleil, un circo con sede en Montreal, Quebec. La ceremonia tuvo una duración de dos horas y media con una participación de 600 artistas de 25 nacionalidades, destacando aspectos sobre los pueblos indígenas originarios y la multiculturalidad de Toronto.

### Calendario
Los 364 eventos de los 36 deportes de los Juegos Panamericanos se desarrollaron desde el 7 de julio, tres días antes de la ceremonia de apertura, hasta el 26 de julio de 2015.
| CA | Ceremonia de apertura | ● | Competiciones | 1 | Eventos finales | CC | Ceremonia de clausura |

| Julio                  | Julio                  | 7 Mar | 8 Mié | 9 Jue | 10 Vie | 11 Sáb | 12 Dom | 13 Lun | 14 Mar | 15 Mié | 16 Jue | 17 Vie | 18 Sáb | 19 Dom | 20 Lun | 21 Mar | 22 Mié | 23 Jue | 24 Vie | 25 Sáb | 26 Dom | Eventos |
| ---------------------- | ---------------------- | ----- | ----- | ----- | ------ | ------ | ------ | ------ | ------ | ------ | ------ | ------ | ------ | ------ | ------ | ------ | ------ | ------ | ------ | ------ | ------ | ------- |
| Ceremonias             | Ceremonias             |       |       |       | CA     |        |        |        |        |        |        |        |        |        |        |        |        |        |        |        | CC     |         |
| Atletismo              | Atletismo              |       |       |       |        |        |        |        |        |        |        |        | 1      | 2      |        | 9      | 8      | 8      | 9      | 9      | 1      | 47      |
| Bádminton              | Bádminton              |       |       |       |        |        |        | ●      | ●      | 2      | 3      |        |        |        |        |        |        |        |        |        |        | 5       |
| Baloncesto             | Baloncesto             |       |       |       |        |        |        |        |        |        | ●      | ●      | ●      | ●      | 1      | ●      | ●      | ●      | ●      | 1      |        | 2       |
| Balonmano              | Balonmano              |       |       |       |        |        |        |        |        |        | ●      | ●      | ●      | ●      | ●      | ●      | ●      | ●      | 1      | 1      |        | 2       |
| Béisbol                | Béisbol                |       |       |       |        |        |        | ●      | ●      | ●      | ●      | ●      | ●      | 1      | ●      | ●      | ●      | ●      | ●      | ●      | 1      | 2       |
| Bolos                  | Bolos                  |       |       |       |        |        |        |        |        |        |        |        |        |        |        |        | ●      | 2      | ●      | 2      |        | 4       |
| Boxeo                  | Boxeo                  |       |       |       |        |        |        |        |        |        |        |        | ●      | ●      | ●      | ●      | ●      | ●      | 6      | 7      |        | 13      |
| Canotaje               | Canotaje               |       |       |       |        | 1      | 1      | 5      | 6      |        |        |        | ●      | 5      |        |        |        |        |        |        |        | 18      |
| Clavados               | Clavados               |       |       |       |        | 2      | 2      | 4      |        |        |        |        |        |        |        |        |        |        |        |        |        | 8       |
| Ciclismo               | Ciclismo               |       |       |       |        | 2      | 2      |        |        |        | 2      | 3      | 1      | 4      |        |        | 2      |        |        | 2      |        | 18      |
| Equitación             | Equitación             |       |       |       |        |        | 1      |        | 1      |        |        | ●      | ●      | 2      |        | ●      |        | 1      |        | 1      |        | 6       |
| Esgrima                | Esgrima                |       |       |       |        |        |        |        |        |        |        |        |        |        | 2      | 2      | 2      | 2      | 2      | 2      |        | 12      |
| Esquí acuático         | Esquí acuático         |       |       |       |        |        |        |        |        |        |        |        |        |        | ●      | ●      | 3      | 6      |        |        |        | 9       |
| Fútbol                 | Fútbol                 |       |       |       |        |        |        | ●      | ●      | ●      | ●      | ●      | ●      | ●      | ●      | ●      | ●      | ●      | ●      | 1      | 1      | 2       |
| Gimnasia               | Gimnasia               |       |       |       |        | 1      | 1      | 2      | 5      | 5      |        | ●      | 2      | 5      | 3      |        |        |        |        |        |        | 24      |
| Golf                   | Golf                   |       |       |       |        |        |        |        |        |        | ●      | ●      | ●      | 3      |        |        |        |        |        |        |        | 3       |
| Hockey sobre césped    | Hockey sobre césped    |       |       |       |        |        |        | ●      | ●      | ●      | ●      | ●      | ●      |        | ●      | ●      | ●      | ●      | 1      | 1      |        | 2       |
| Judo                   | Judo                   |       |       |       |        | 3      | 3      | 4      | 4      |        |        |        |        |        |        |        |        |        |        |        |        | 14      |
| Karate                 | Karate                 |       |       |       |        |        |        |        |        |        |        |        |        |        |        |        |        | 3      | 3      | 4      |        | 10      |
| Levantamiento de pesas | Levantamiento de pesas |       |       |       |        | 3      | 3      | 3      | 3      | 3      |        |        |        |        |        |        |        |        |        |        |        | 15      |
| Lucha                  | Lucha                  |       |       |       |        |        |        |        |        | 4      | 5      | 5      | 4      |        |        |        |        |        |        |        |        | 18      |
| Nado sincronizado      | Nado sincronizado      |       |       |       |        | 2      |        |        |        |        |        |        |        |        |        |        |        |        |        |        |        | 2       |
| Natación               | Natación               |       |       |       |        | 1      | 1      |        | 6      | 7      | 5      | 8      | 6      |        |        |        |        |        |        |        |        | 34      |
| Patinaje               | Patinaje               |       |       |       |        |        | 4      | 4      |        |        |        |        |        |        |        |        |        |        |        |        |        | 8       |
| Pentatlón moderno      | Pentatlón moderno      |       |       |       |        |        |        |        |        |        |        |        | 1      | 1      |        |        |        |        |        |        |        | 2       |
| Raquetbol              | Raquetbol              |       |       |       |        |        |        |        |        |        |        |        |        | ●      | ●      | ●      | ●      | ●      | 4      | ●      | 2      | 6       |
| Remo                   | Remo                   |       |       |       |        |        |        | 4      | 5      | 5      |        |        |        |        |        |        |        |        |        |        |        | 14      |
| Rugby 7                | Rugby 7                |       |       |       |        |        | 2      |        |        |        |        |        |        |        |        |        |        |        |        |        |        | 2       |
| Sóftbol                | Sóftbol                |       |       |       |        |        |        | ●      | ●      | ●      | ●      | ●      | 1      | ●      | ●      | ●      | ●      | ●      | ●      | ●      | 1      | 2       |
| Squash                 | Squash                 |       |       |       |        |        |        | 2      | 2      | ●      | ●      | 2      |        |        |        |        |        |        |        |        |        | 6       |
| Taekwondo              | Taekwondo              |       |       |       |        |        |        |        |        |        |        |        |        | 2      | 2      | 2      | 2      |        |        |        |        | 8       |
| Tenis                  | Tenis                  |       |       |       |        |        |        | ●      | ●      | 3      | 2      |        |        |        |        |        |        |        |        |        |        | 5       |
| Tenis de mesa          | Tenis de mesa          |       |       |       |        |        |        |        |        |        |        |        |        | ●      | ●      | 2      | ●      | ●      | ●      | 2      |        | 4       |
| Tiro                   | Tiro                   |       |       |       |        |        | 2      | 3      | 1      | 2      | 1      | 2      | 2      | 2      |        |        |        |        |        |        |        | 15      |
| Tiro con arco          | Tiro con arco          |       |       |       |        |        |        |        | ●      | ●      | ●      | 2      | 2      |        |        |        |        |        |        |        |        | 4       |
| Triatlón               | Triatlón               |       |       |       |        | 1      | 1      |        |        |        |        |        |        |        |        |        |        |        |        |        |        | 2       |
| Vela                   | Vela                   |       |       |       |        |        |        | ●      | ●      | ●      | ●      | ●      | 5      | 5      |        |        |        |        |        |        |        | 10      |
| Voleibol               | Voleibol               |       |       |       |        |        |        |        |        |        | ●      | ●      | ●      | ●      | ●      | ●      | ●      | ●      | ●      | 1      | 1      | 2       |
| Voleibol de playa      | Voleibol de playa      |       |       |       |        |        |        | ●      | ●      | ●      | ●      | ●      | ●      | ●      | ●      | 2      |        |        |        |        |        | 2       |
| Waterpolo              | Waterpolo              |       |       |       |        |        |        | ●      | 1      | 1      |        |        |        |        |        |        |        |        |        |        |        | 2       |
| Total de eventos       | Total de eventos       | -     | -     | -     | -      | 16     | 23     | 31     | 34     | 32     | 18     | 22     | 25     | 32     | 8      | 17     | 17     | 22     | 26     | 34     | 7      | 364     |
| Total acumulativo      | Total acumulativo      | -     | -     | -     | -      | 16     | 39     | 70     | 104    | 136    | 154    | 176    | 201    | 233    | 241    | 258    | 275    | 297    | 323    | 357    | 364    | -       |
| Julio                  | Julio                  | 7 Mar | 8 Mié | 9 Jue | 10 Vie | 11 Sáb | 12 Dom | 13 Lun | 14 Mar | 15 Mié | 16 Jue | 17 Vie | 18 Sáb | 19 Dom | 20 Lun | 21 Mar | 22 Mié | 23 Jue | 24 Vie | 25 Sáb | 26 Dom | Eventos |

### Ceremonia de clausura
La ceremonia de clausura se realizó el 26 de julio de 2015 en el Rogers Centre. La ceremonia contó con el desfile de las 41 delegaciones participantes de los juegos y con la presencia de la cantante canadiense Serena Ryder y los raperos Kanye West y Pitbull. Además, el alcalde de Toronto John Tory entregó la bandera de la Odepa al alcalde de Lima Luis Castañeda, ciudad que albergará los Juegos Panamericanos de 2019.

## Medallero
País organizador
| Núm. | País                 | Oro | Plata | Bronce | Total |
| ---- | -------------------- | --- | ----- | ------ | ----- |
| 1    | Estados Unidos (USA) | 103 | 82    | 80     | 265   |
| 2    | Canadá (CAN)         | 78  | 70    | 71     | 219   |
| 3    | Brasil (BRA)         | 42  | 39    | 60     | 141   |
| 4    | Cuba (CUB)           | 36  | 27    | 34     | 97    |
| 5    | Colombia (COL)       | 27  | 14    | 31     | 72    |
| 6    | México (MEX)         | 22  | 30    | 43     | 95    |
| 7    | Argentina (ARG)      | 15  | 29    | 31     | 75    |
| 8    | Venezuela (VEN)      | 8   | 22    | 20     | 50    |
| 9    | Ecuador (ECU)        | 7   | 9     | 16     | 32    |
| 10   | Guatemala (GUA)      | 6   | 1     | 3      | 10    |

## Mascota

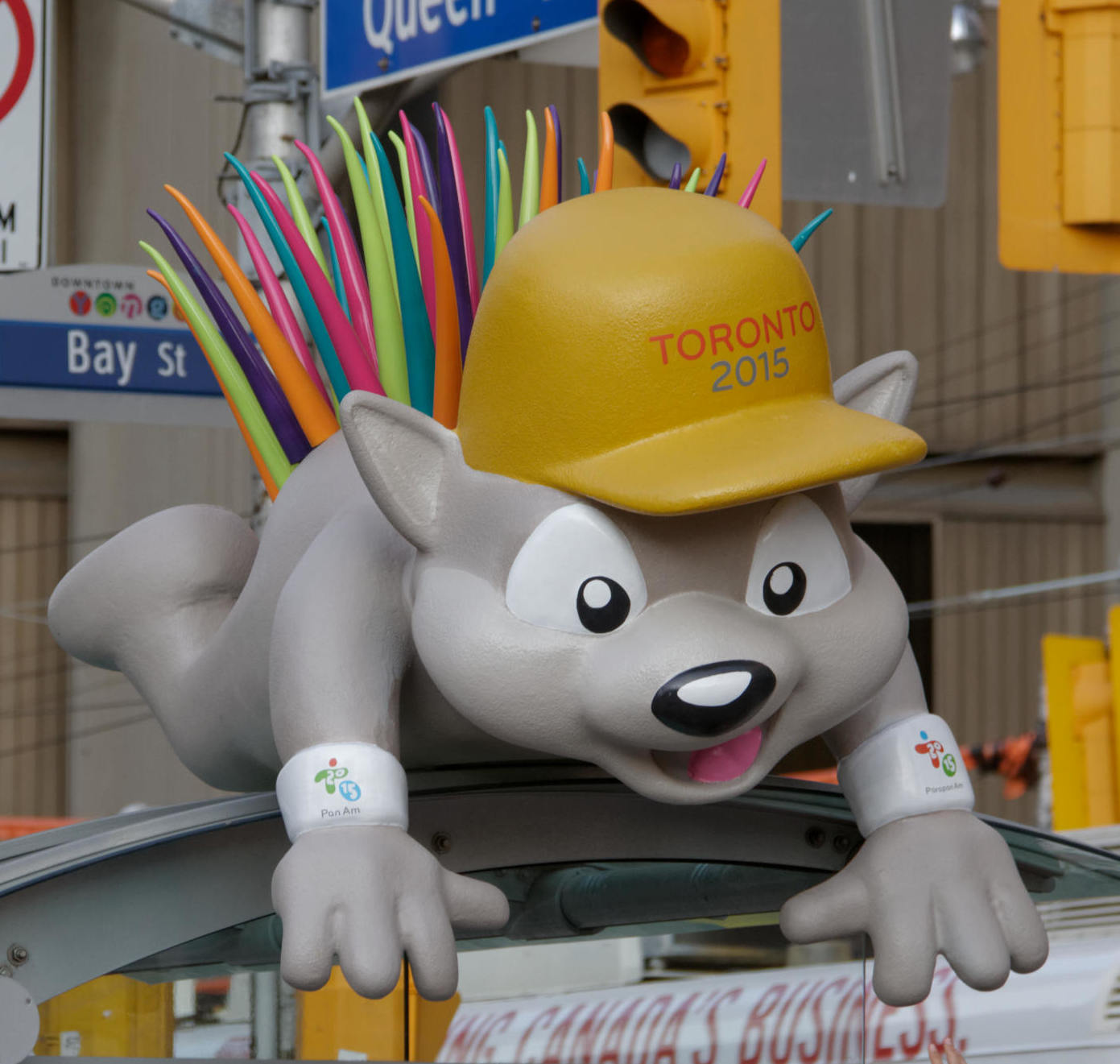
Pachi, el puercospín.

El nombre de la mascota de Toronto 2015 es Pachi y está basada en un puercoespín.
Los puercoespines tienen más de 30 mil púas, pero Pachi tiene 41, una por cada país panamericano que participa en los Juegos. Por su parte, los cinco colores resplandecientes representan los atributos que posee: la juventud (verde), la pasión (fucsia), la colaboración (azul), la determinación (naranja) y la creatividad (púrpura). Al igual que los demás puercoespines, Pachi tiene deficiencias de visión y dificultad para ver personas y objetos que están lejos, además lleva puesto una gorra y muñequeras de los Juegos Panamericanos y Parapanamericanos.

## Transmisión internacional

### Televisión
CBC y TSN serán las televisoras anfitrionas que generaran la señal
- Canadá: CBC,[23] TSN y Univision Canadá
- Argentina: Torneos y Competencias (TyC Sports) y TV Pública[cita requerida]
- Brasil: Rede Record,[24] Sportv[25]
- Bolivia: Bolivision
- Chile: CDO Premium, TVN y 24 Horas
- Colombia: RCN Televisión y Caracol Televisión
- Costa Rica: Teletica
- Ecuador: Ecuador TV
- Estados Unidos: ESPN Deportes[26] y Telemundo
- Guatemala: Guatevision
- México: Claro Sports
- Panamá: Cable Onda Sports
- Paraguay: Teledeportes (Tigo Sports)
- Perú: Latina Televisión[27]
- Puerto Rico: ESPN y Telemundo Puerto Rico
- República Dominicana: Digital 15
- Uruguay: Tenfield (VTV), Eventos MC2 (Montecable), Eventos 1 canal 800 (Nuevo Siglo), Eventos HD canal 802 (Nuevo Siglo)
- Venezuela: TVes, Telearagua, Meridiano TV

### Radio
- Colombia :  Caracol Radio
- Ecuador :  Radio Pública del Ecuador